# Стикс
Стикс (др.-греч. Στύξ «чудовище», лат. Styx) — в древнегреческой мифологии — олицетворение первобытного ужаса (στυγεϊν, слав. стужаться) и мрака, из которых возникли первые живые существа, и персонификация одноимённой мифической реки Стикс.

## Описание
Дочь Океана и Тефиды, или дочь
Нюкты и Эреба. Согласно Гесиоду, Стикс — жена Палланта, мать Ники, Зеля, Крата и Бии. Лин в подложных стихах сообщает «нечто подобное» Гесиоду. Согласно поэме Эпименида, Стикс — дочь Океана и жена Перанта, от него родила Ехидну.
Во время борьбы Кроноса с Зевсом Стикс прежде других богов поспешила с детьми (особенно богиней победы Никой) на помощь Зевсу, за что тот сделал eё богиней клятв, а её воды — их символом.
Стикс жила далеко, на крайнем западе, где начинается царство ночи, в роскошном дворце, серебряные колонны которого упирались в небо. Это место было отдалено от обители богов, лишь изредка залетала сюда Ирида за священной водой, когда боги в спорах клялись водами Стикс. Клятва считалась священной, и за нарушение её даже богов постигала страшная кара: клятвоотступники лежали год без признаков жизни и затем на девять лет изгонялись из сонма небожителей. Под серебряными колоннами дворца подразумеваются падающие с высоты струи источника; местопребывание богини — там, где из струй образовывался поток. Отсюда воды уходили под землю, в темноту глубокой ночи, ужас которой выражался в ужасе клятвы.
Стикс — спутница игр Персефоны. Сову иногда называли стикс.

## Река Стикс
Стикс одна из пяти рек (вместе с Летой, Ахероном, Коцитом и Флегетоном), протекающих в подземном царстве Аида.
Воды Стикс, текущие из скалы в Аиде, Зевс сделал залогом клятв, предоставив ей эту честь за то, что Стикс со своими детьми была его союзником в борьбе с титанами.
Стикс — река в Аиде. Гефест, когда ковал меч Давна, закалял его в водах Стикс. По Гесиоду, река Стикс составляла десятую часть всего потока, проникавшего через мрак в подземное царство, где в Стикс впадал Коцит; остальные девять частей потока окружали своими извивами землю и море. Поэты упоминают также Стигийские болота в Аиде.
По одной из древних легенд, известный герой Ахилл получил свою неуязвимость благодаря тому, что его мать, богиня Фетида, окунула его в воды священной Стикс.
В историческое время реку Стикс видели в потоке близ Нонакриса (в северной Аркадии), говорили, что этой водой был отравлен Александр Македонский.

## В искусстве

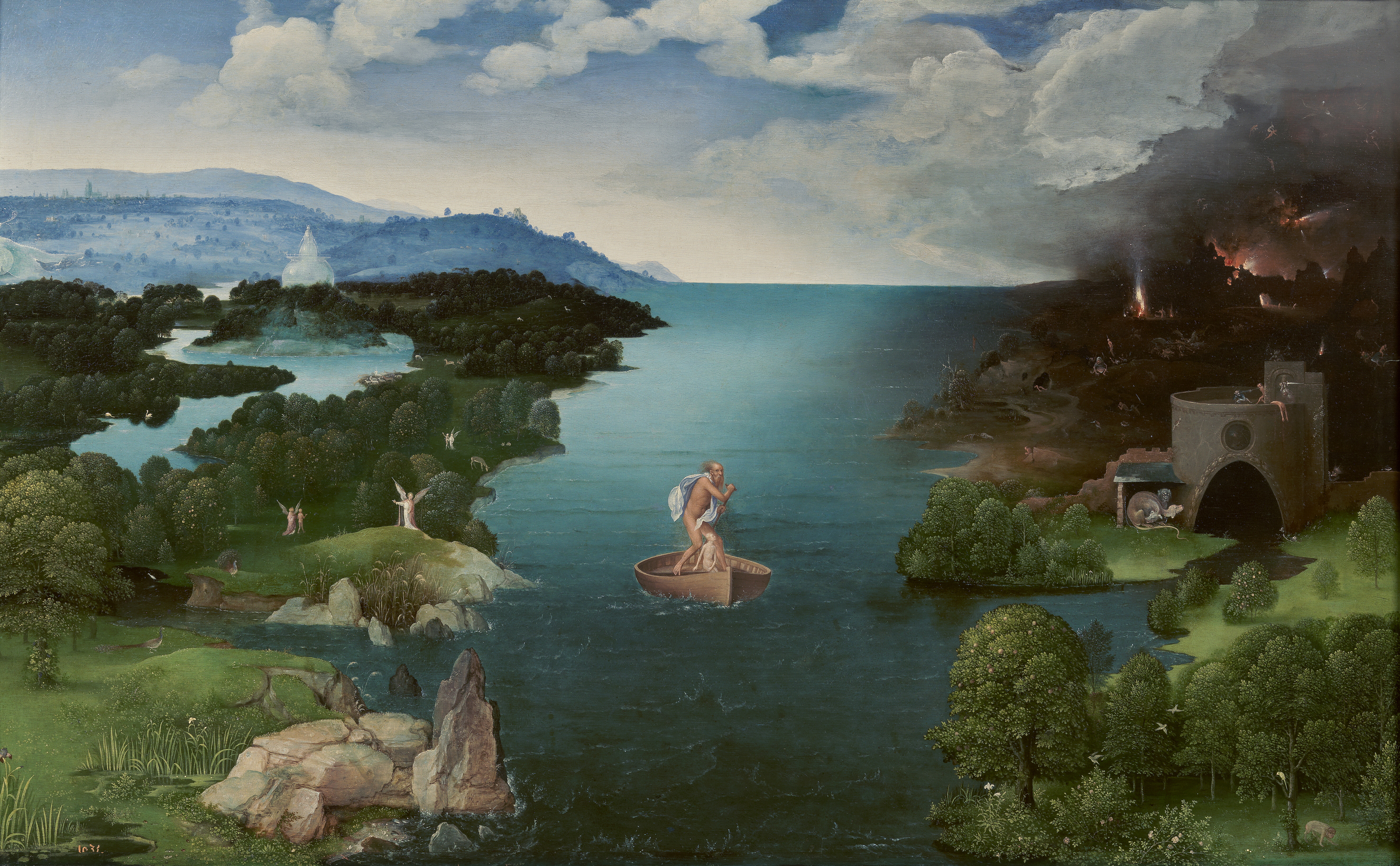
Иоахим Патинир «Переправа через Стикс»

Река Стикс упоминается во второй книге поэмы Д. Мильтона «Потерянный рай», назвавшего эту реку «рекой смертельной ненависти вечной»
Фламандский художник Иоахим Патинир изобразил реку в своей картине «Переправа через Стикс» (1520—1524; Прадо, Мадрид).

## В астрономии
В честь реки Стикс назван один из спутников Плутона. Другие спутники Плутона также имеют названия из греко-римской мифологии, связанные с подземным царством.